# 沙那水库
沙那水库是中国内蒙古自治区赤峰市巴林左旗境内的一座水库，位于乌尔吉木伦河上，建于1975年。水库正常库容为4850万立方米，集雨面积为1855平方千米，海拔为666米。